# 1352 Wawel
1352 Wawel este un asteroid din centura principală, descoperit pe 3 februarie 1935, de Sylvain Arend.